# Alte Kelter (Eichelberg)

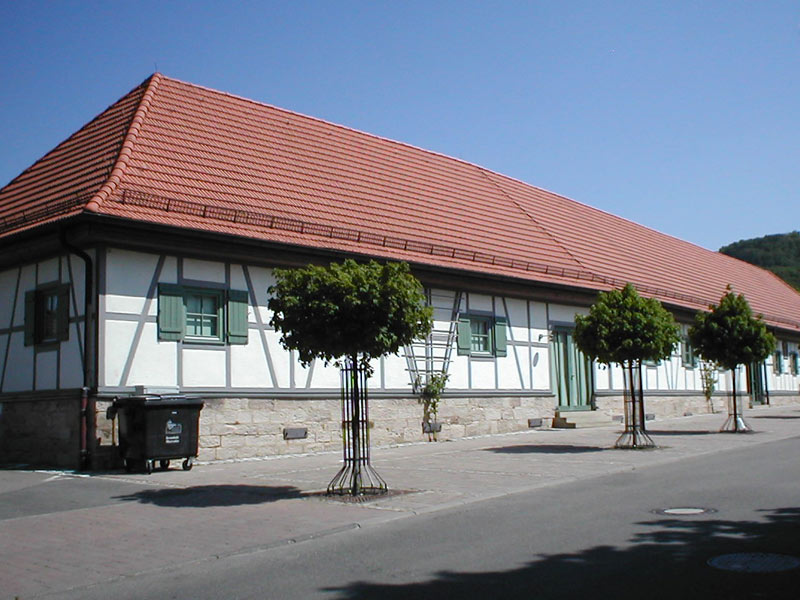
Alte Kelter in Eichelberg

Die Alte Kelter in Eichelberg, einem Ortsteil der Gemeinde Obersulm im Landkreis Heilbronn im nördlichen Baden-Württemberg, ist mit einer Länge von 59 Metern eines der größten Gebäude des Ortes. Die Kelter wurde 1738 am Hundsberg errichtet, später dort mehrfach vergrößert und 1924 an ihren heutigen Standort transloziert.

## Geschichte
Durch die geschichtliche Zugehörigkeit zu Weiler und die Kelterbaumrechte der Herren von Weiler mussten die Wein- und Obstbauern aus Eichelberg bis ins 18. Jahrhundert die Kelter im nahen Weiler benutzen. 1738 erbauten die Herren von Weiler am Hundsberg dann eine weitere kleine Kelter, die nach ihrer Lage Hunsberger Kelter  genannt wurde. Ein Wappenstein benennt das Baujahr und die Bauherren FVW und LVW mit ihren Wappen, d. h. (Johann) Friedrich von Weiler (1685–1743), in zweiter Ehe verheiratet mit Christina von Berlichingen, und Ludwig von Weiler. Die Eichelberger konnten künftig zwischen einer der beiden Weilerschen Keltern wählen und bevorzugten in Folge die Hunsberger Kelter.
Auch noch nach der Mediatisierung der Reichsritterschaft 1806 und der Abtrennung Eichelbergs von Weiler 1830 bestand das Kelterbaumrecht der Herren von Weiler für die Bauern Eichelbergs fort. Für 1836 ist der Wunsch der Gemeinde Eichelberg nach einer Verbesserung der Kelterverhältnisse schriftlich belegt, wobei damals sowohl die Erweiterung der bestehenden Kelter als auch deren Abriss der und Neubau einer weiteren Kelter näher bei Eichelberg vorgeschlagen wurden. Es blieb jedoch vorerst beim alten Standort, und die Hunsberger Kelter wurde 1838 und nochmals 1839/40 erweitert.
Durch den Zehnt-Ablösungsvertrag von 1857 gelangte die Kelter in den Besitz der Gemeinde Eichelberg. 1924 wurde das Gebäude schließlich an seinen heutigen Standort transloziert.
Die Kelter wird heute als Dorfgemeinschaftsraum genutzt.